# Een meisje in de oorlogswinter
Een meisje in de oorlogswinter is een Nederlands jeugdboek van Wil Vening uit 1983 met illustraties van Reint de Jonge. Het werd uitgegeven door Uitgeverij Kluitman.  
Het boek speelt zich af in Rotterdam in de winter van 1944, de laatste winter van de Tweede Wereldoorlog. Als Noortjes vader wordt opgepakt en haar moeder ziek en moe is, moet Noortje voor haar moeder zorgen. Er is echter steeds minder eten beschikbaar en Noortje besluit te stelen van de buren, die lid zijn van de  NSB. Als ook Marijke, de beste vriendin van Noortje, ziek wordt, krijgt Noortje het nog drukker.